# Proxima Centauri d
Prossima Centauri d (chiamato anche Proxima d) è un esopianeta orbitante attorno alla nana rossa Proxima Centauri, che è la stella più vicina al Sole, parte del sistema stellare triplo di Alpha Centauri. Insieme ad altri due pianeti nel sistema di Proxima Centauri, è l'esopianeta conosciuto più vicino al sistema solare, situato a circa 4,2 anni luce (1,3 parsec; 4,0×1013 chilometri) nella costellazione del Centauro.

## Caratteristiche
Proxima d è una sub Terra di almeno un quarto della massa della Terra, in orbita a circa 0,029 unità astronomiche dalla sua stella madre. Con la sua orbita di soli 5,1 giorni  Proxima d si trova troppo vicino alla sua stella per essere potenzialmente abitabile: supponendo un'albedo simile alla Terra, la sua temperatura di equilibrio potrebbe raggiungere i 360 K (87 °C; 188 °F). È il pianeta meno massiccio e più interno del sistema di Proxima Centauri noto al 2022. È stato scoperto dall'astronomo João Faria e colleghi utilizzando i dati sulla velocità radiale prodotti dal Very Large Telescope dell'European Southern Observatory, originariamente come parte di uno studio del 2020 sulla massa di Proxima b. Il segnale di velocità radiale da Proxima d è stato successivamente confermato in un'analisi di follow-up da Faria et al. pubblicata nel febbraio 2022.